# Last to run
Last to run is een ep van The Pineapple Thief.

## Inleiding
Bij de uitgifte van het studioalbum It leads to this bleef een aantal stukken op de plank liggen. Ze waren (nog) niet passend genoeg bij het album. Een aantal maanden van de uitgifte van dat album, bracht The Pineapple Thief vijf daarvan alsnog uit op de ep. De stijl van muziek is gelijk aan die van It leads to this.

## Musici
- Bruce Soord – zang, gitaar
- Jon Sykes – basgitaar
- Steve Kitch – toetsinstrumenten
- Gavin Harrison – drumstel

met Beren Matthews - aanvullende gitaar en achtergrondzang

## Muziek
| Nr. | Titel                               | Duur |
| --- | ----------------------------------- | ---- |
| 1.  | All because of me (Soord, Harrison) | 3:04 |
| 2.  | Last to run (Soord, Harrison)       | 6:54 |
| 3.  | Election day (Soord, Harrison)      | 6:46 |
| 4.  | The world to me (Soord, Harrison)   | 4:08 |
| 5.  | No friend of mine (Soord, Harrison) | 3:32 |